# Jos Hoevenaars
Joseph Hoevenaers dit Jos Hoevenaars, né le 30 novembre 1932 à Anvers et mort le 14 juin 1995 à Wilrijk, est un coureur cycliste belge.

## Biographie
Il est le fils de Henri Hoevenaers, premier cycliste belge à devenir champion du monde amateurs en 1925, et le petit-fils de Josef Hoevenaers, cycliste professionnel de 1901 à 1903.
Professionnel de 1956 à 1967, il a notamment remporté la Flèche wallonne en 1959 et a été troisième du championnat du monde sur route en 1962. Sur le Tour de France, il a porté le maillot jaune et s'est classé dans le top 10 des éditions 1958 et 1959. Il a également terminé cinquième du Tour d'Italie en 1960, après huit jours passés sous le maillot rose,.

## Palmarès

### Palmarès amateur
- Amateur
  - 1953-1956 : 24 victoires
- 1953
  - 3e du Week-end spadois
- 1955
  - Week-end spadois :
    - Classement général
    - 1re étape

  - 6eb étape du Circuit des Neuf Provinces
- 1956
  - Liège-Marche-Liège
  - Étoile d'Ypres
  - 3e du Tour de Berlin

### Palmarès professionnel
| - 1957 - Circuit des Trois Provinces (Avelgem) - Circuit de Belgique centrale - 3ea étape du Tour de Catalogne - 2e du Grand Prix Beeckman-De Caluwé - 1958 - Classement général de Rome-Naples-Rome - Mandel-Lys-Escaut - 2e de Hoegaarden-Anvers-Hoegaarden - 3e de Bordeaux-Paris - 10e du Tour de France - 1959 - Flèche wallonne - Circuit de Belgique centrale - Circuit de l'Ouest à Mons - 2e de Gand-Wevelgem - 2e du Trofeo Longines (contre-la-montre par équipes) - 8e du Tour de France - 1960 - 1rea étape des Trois Jours d'Anvers - 2e étape de Bruxelles-Saint-Trond - 2e du Grand Prix Stan Ockers - 2e de Bruxelles-Saint-Trond - 3e du Tour de Romandie - 5e du Tour d'Italie - 1961 - Champion de Belgique des clubs - Coupe Sels - 2e du Tour du Piémont - 3e du championnat de Belgique sur route - 3e de la Coppa Sabatini | - 1962 - Circuit de Belgique centrale - 2e du Tour de Campanie - 2e des Trois vallées varésines - 2e du Tour du Tessin - 3e du Circuit des régions flamandes - Médaillé de bronze du championnat du monde sur route - 9e du Tour de Lombardie - 1963 - 2e de Gullegem Koerse - 3e du Circuit du Limbourg - 3e du Circuit du Brabant occidental - 1964 - Grand Prix de l'Escaut - Tour du Nord-Ouest de la Suisse - Circuit du Brabant central - Circuit de Belgique centrale - 3e du Tour de Lombardie - 9e de Paris-Luxembourg - 1965 - Circuit des monts du sud-ouest - 2e de Munich-Zurich - 3e de Hoeilaart-Diest-Hoeilaart - 1966 - 3e du championnat de Belgique interclubs |  |

## Classement dans les grands tours

### Tour de France
7 participations
- 1958 : 10e,  maillot jaune pendant 1 jour
- 1959 : 8e,  maillot jaune pendant 3 jours
- 1960 : abandon (12e étape)
- 1961 : 11e
- 1962 : 18e
- 1963 : 23e
- 1964 : abandon (12e étape)

### Tour d'Italie
5 participations
- 1959 : abandon (15e étape)
- 1960 : 5e,  maillot rose pendant 8 jours
- 1961 : abandon (1re étape)
- 1962 : abandon (14e étape)
- 1964 : abandon (13e étape)